# 애덤관박쥐
애덤관박쥐(Rhinolophus adami)는 관박쥐과에 속하는 박쥐의 일종이다. 콩고공화국의 토착종이다. 자연 서식지는 동굴과 지하 서식지이다.

## 특징
보통 크기의 박쥐로 전완장이 46~50mm이고 꼬리 길이가 27~28mm이다. 발 길이는 9mm, 귀 길이는 25~26mm이다. 등 쪽은 갈색빛을 띠는 반면에 배 쪽은 회색과 갈색빛을 띤다. 귀는 보통 크기이고 갈색이다.

## 생태
석회암 채석장에서 은신한다. 먹이는 곤충이다.

## 분포 및 서식지
콩고 남부의 한 곳에서만 알려져 있다. 초원과 섞인 저지대 우림에서 서식한다.